# Pelas
Pelas is een bestuurslaag in het regentschap Kediri van de provincie Oost-Java, Indonesië. Pelas telt 3130 inwoners (volkstelling 2010).